# Meistriliiga 2000
La Meistriliiga 2000 fu la decima edizione della massima serie del campionato di calcio estone conclusa con la vittoria del Levadia Maardu, al suo secondo titolo consecutivo.
Capocannonieri del torneo furono Egidijus Juška (TVMK Tallinn) e Toomas Krõm (Levadia Maardu), con 24 reti.

## Formula
Fu confermata la formula della stagione precedente: il numero di squadre rimase fermo ad otto e il torneo a fase unica. Furono disputati doppi turni di andata e ritorno, per un totale di 28 incontri per squadra: venivano assegnati tre punti per la vittoria, uno per il pareggio e zero per la sconfitta.
L'ultima classificata retrocedeva in Esiliiga, mentre la penultima giocava un play-off contro la seconda dell'Esiliiga 2000, con andata e ritorno.

## Squadre partecipanti
| Club                | Città        | Stagione precedente                                                               |
| ------------------- | ------------ | --------------------------------------------------------------------------------- |
| Flora Tallinn       | Tallinn      | 3° in Meistriliiga                                                                |
| Kuressaare          | Kuressaare   | 1° in Esiliiga, promosso                                                          |
| Levadia Maardu      | Maardu       | Campione d'Estonia                                                                |
| Lootus Kohtla-Järve | Kohtla-Järve | 2° in Esiliiga, perde i play-off, ripescato per il fallimento del Lantana Tallinn |
| Trans Narva         | Narva        | 4° in Meistriliiga                                                                |
| Tulevik Viljandi    | Viljandi     | 2° in Meistriliiga                                                                |
| TVMK Tallinn        | Tallinn      | 5° in Meistriliiga                                                                |
| Valga               | Valga        | 4° in Esiliiga, acquisisce il titolo del Lelle SK                                 |

## Classifica finale
|                    | Pos. | Squadra             | Pt | G  | V  | N | P  | GF | GS | DR  |
| ------------------ | ---- | ------------------- | -- | -- | -- | - | -- | -- | -- | --- |
| Estonia (bandiera) | 1.   | Levadia Maardu      | 74 | 28 | 23 | 5 | 0  | 88 | 20 | +66 |
|                    | 2.   | Flora Tallinn       | 55 | 28 | 16 | 7 | 5  | 51 | 25 | +26 |
|                    | 3.   | TVMK Tallinn        | 48 | 28 | 14 | 6 | 8  | 54 | 29 | +25 |
|                    | 4.   | Tulevik Viljandi    | 45 | 28 | 12 | 9 | 7  | 45 | 34 | +11 |
|                    | 5.   | Trans Narva         | 43 | 28 | 12 | 7 | 9  | 64 | 40 | +24 |
|                    | 6.   | Lootus Kohtla-Järve | 22 | 28 | 6  | 4 | 18 | 26 | 54 | -28 |
|                    | 7.   | Kuressaare          | 19 | 28 | 5  | 4 | 19 | 25 | 68 | -43 |
|                    | 8.   | Valga               | 8  | 28 | 2  | 2 | 24 | 11 | 94 | -83 |

### Spareggio promozione/retrocessione
| 5 novembre 2000 | Tervis Pärnu | – | Kuressaare |  |

| 11 novembre 2000 | Kuressaare | – | Tervis Pärnu |  |

*Tervis ritirato a causa dell'indisponibilità di giocatori attivi per la nazionale estone under-18.

### Verdetti
- Levadia Maardu campione di Estonia e qualificato al primo turno preliminare di UEFA Champions League 2001-2002.
- Trans Narva qualificato al turno preliminare di Coppa UEFA 2001-2002 come vincitore della Coppa d'Estonia.
- Flora Tallinn qualificato al turno preliminare di Coppa UEFA 2001-2002
- TVMK Tallinn qualificato al primo turno di Coppa Intertoto 2001.
- FC Valga retrocesso in Esiliiga.

## Classifica marcatori
| Pos | Nome             | Club             | Gol |
| --- | ---------------- | ---------------- | --- |
| 1   | Egidijus Juška   | TVMK Tallinn     | 24  |
| -   | Toomas Krõm      | Levadia Maardu   | 24  |
| 3   | Maksim Gruznov   | Trans Narva      | 22  |
| 4   | Vitālijs Teplovs | TVMK Tallinn     | 13  |
| -   | Indro Olumets    | Levadia Maardu   | 13  |
| 6   | Marius Dovydėnas | Tulevik Viljandi | 12  |
| 7   | Sergei Bragin    | Levadia Maardu   | 11  |
| 8   | Meelis Rooba     | Flora Tallinn    | 10  |
| -   | Dmitry Lipartov  | Trans Narva      | 10  |